# 242
242. је била проста година.

## Догађаји
- Цар Гордијан III започиње кампању против краља Шапура I и предводи победе код Антиохије, Харана, Нисибиса и Ресаине.
- Гордијан III евакуише кимеријске градове на Босфору (Крим), јер је територија сада под контролом Гота.
- Персијски цар Шапур I предузима превентивни напад на Антиохију како би истерао Римљане. Гордијанов таст, Тимеситеј, предводи римску војску да порази Сасаниде код Харма и Нисибиса.
- Краљ Ардашир I, оснивач Сасанидског царства, умире након 30-годишње владавине. Наслеђује га син и савладар Шапур I.
- Епископ Тит наслеђује Евгенија I на трону епископа Византона (до 272. године).